# 朝阳区 (长春市)
朝阳区是吉林省长春市下辖的一个市辖区。面积346平方公里，总人口約62万人。區人民政府駐前進大街1855號。

## 行政区划
朝阳区下辖14个街道、2个镇：前进街道、桂林街道、南湖街道、永昌街道、重庆街道、清和街道、红旗街道、湖西街道、富锋街道、乐山镇和永春镇。

## 人口
根據第七次人口普查數據，截至2020年11月1日零時，朝陽區常住人口為614021人。

## 教育

### 大學
- 東北師範大學
- 吉林大學
- 長春理工大學
- 長春大學

### 中學
- 東北師範大學附屬中學
- 吉林省实验中学
- 吉林大学附属中学
- 長春外國語學校

### 小学
- 東北師範大學附屬小學
- 北安路小学

## 风景名胜
- 南湖公园
- 净月潭

## 交通
- 长春轻轨
- 长春火车站
- 长春龙嘉国际机场